# プロテロスクス
プロテロスクス (Proterosuchus) は、三畳紀前期に生息した化石爬虫類。化石は南アフリカ共和国や中国から発見されている。カスマトサウルス（Chasmatosaurus aleandri,C. vanhoepeni,C. yuani）は全ての種がプロテロスクスに再分類されており、プロテロスクスのジュニアシノニムに該当する。P. fergusiがプロテロスクスの模式種であり、P. yuaniが中国に生息していた種である。

## 形態

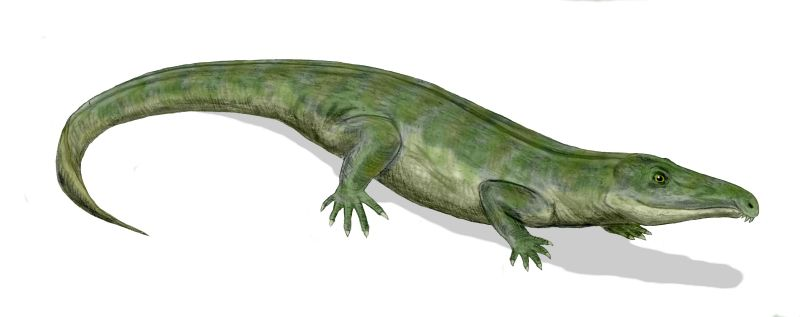
P. fergusiの復元図

プロテロスクスの姿は現代のワニと類似しており、長い顎や強力な首の筋肉、短い四肢や長大な尾といった特徴を共有していたが、吻部はフック状に湾曲し、円錐形の単純な形状の歯が並んでいた。この顎はディキノドン類のリストロサウルスといった獲物を仕留めるために適応した結果である可能性がある。

## 生態

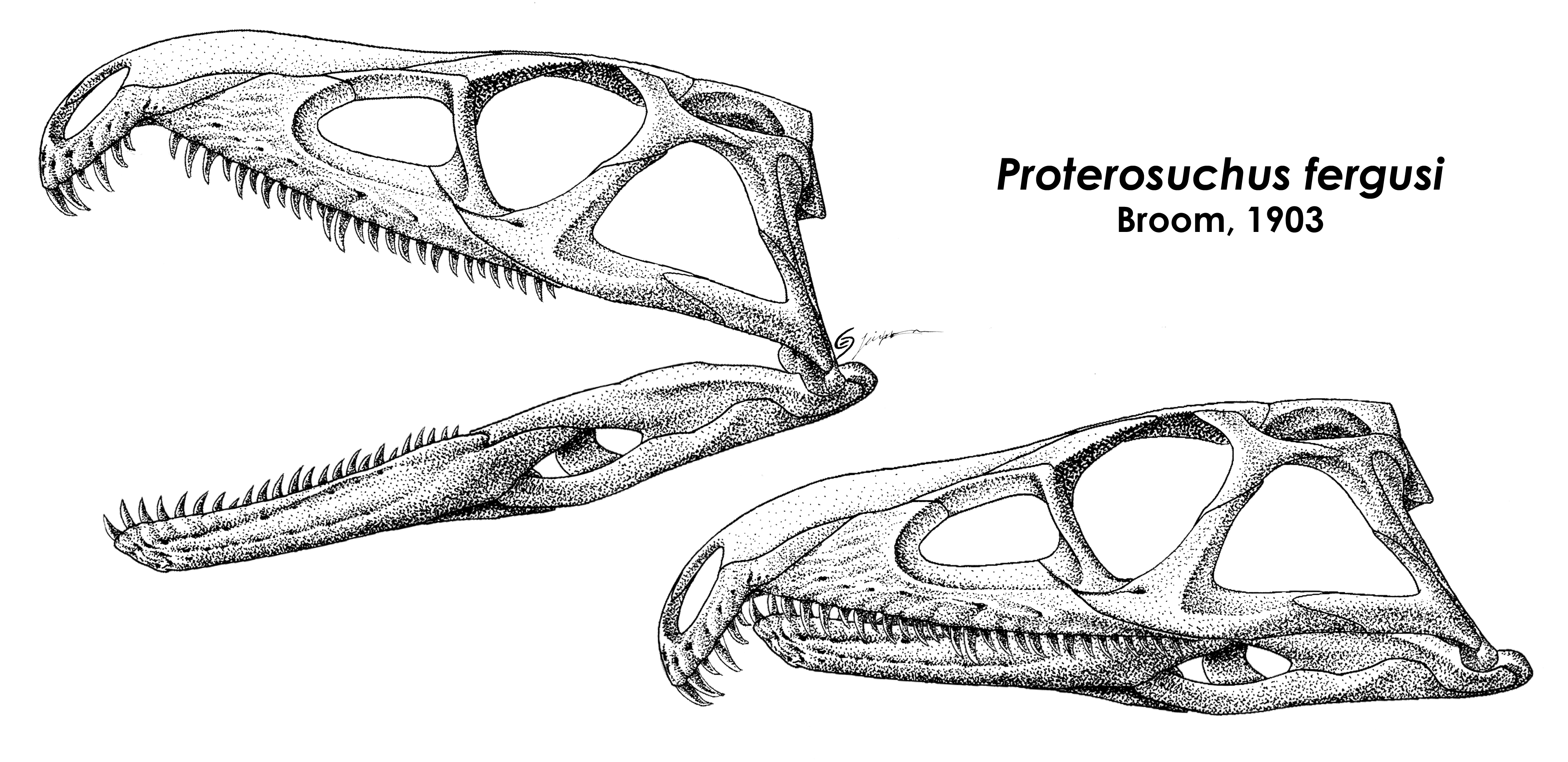
P. fergusiの頭骨

現代のワニのように潜伏型の捕食動物であり、水辺に獲物が近づくのを待ち、長大で筋肉質な尾を遊泳に用いて高速で水を押し、水面下から襲い掛かったとされている。しかし、プロテロスクスの脚は頑丈で、陸上を不自由なく歩行可能であった。肘を外側に突き出し、完全には伸ばさない状態で歩行していた。陸上と水中の両方を生活圏にしていたことは大きなアドバンテージであり、水での冷却や日光浴により体温調節が可能となっていた。現代のワニのような潜伏型の捕食動物であるため、プロテロスクスは生涯の大部分において1つの環境に留まっていた。このことがエネルギーの節約に大いに貢献し、プロテロスクスは食料を数か月に渡って摂食することなく生存が可能であった。
プロテロスクスは水中で遊泳生活を送っていたが、主に魚ではなく陸上動物を捕食対象としていた。目は頭の上方に位置しており、水面下に潜伏して獲物の来訪を待ち伏せし、十分獲物が接近すると獲物に飛び掛かって水中に引きずり込むという狩りを行っていた。また、脳の解剖学的な研究からは、彼らが陸棲爬虫類よりも現生の半水棲ワニ類と似ていた事を示している。しかし一方では、手足が陸棲動物のように骨化していることや、鼻孔の位置が極端にはなっていないことから、プロテロスクスの半水棲説には疑問が投げかけられてもいる。
さらにプロテロスクスが生息していたリストロサウルス群集帯は、乾季と雨季の差が明確に現れる環境だったとされており、豊かな水源が一年を通して維持されたことも疑問視されている。ただし環境の問題については、プロテロスクスの代謝や現世ワニ類の研究によって、解決策が導き出されつつある。前者については二次的に低代謝な生物だった可能性が示唆されており、後者についてはナイルワニが乾季に夏眠をする事が分かっている。
現生鳥類及び爬虫類の強膜輪（眼球の骨）とプロテロスクスの強膜輪を比較した結果、プロテロスクスは24時間を通して散発的に活動していた可能性が示唆され、初期の主竜類が薄暗い光に適応していた可能性が提示されている。ただし南アフリカ共和国のプロテロスクスは極付近に生息していたため、一般的な主竜類とは異なる光条件下で生活していて他の主竜類と同列に扱えない可能性もある。
なお各種書籍や映像作品にて、プロテロスクスがゴルゴノプスやキノグナトゥスと共存(もしくは彼らを襲撃)している描写が時折なされているが、そういった化石証拠は現状報告されていない。
さらにゴルゴノプスはペルム紀後期に生息しており、キノグナトゥスもプロテロスクスの後の時代の生物である。
ただし獣歯類と絶対に共存していなかったわけではなく、同時代同地域からは最後の大型テロケファルス類のモスコリヌスが発見されている。

## 食性
顎の研究から魚類よりも陸棲脊椎動物を狙っていたことが示唆された。これによると口先にワニのような感覚器がないため水中で小動物を追うのは不得意とされ、代わりに猛禽類のように湾曲した顎で大型脊椎動物を襲ったとされる。
その場合は三畳紀初頭の代表的な陸棲植物食動物リストロサウルスが餌食になった可能性があるとされている。
またプロテロスクスは当時最大級の肉食動物。つまり頂点捕食者だったようだ。

## 種

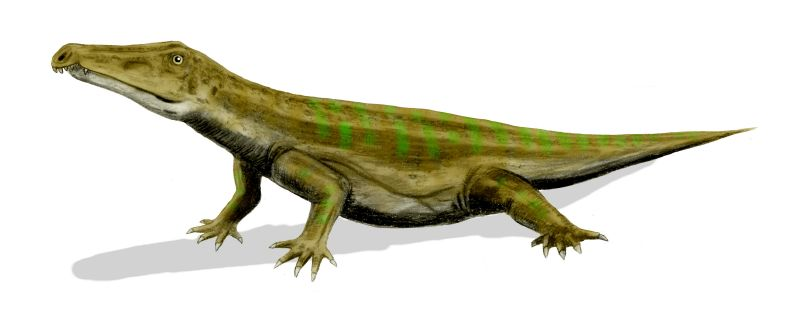
P. yuaniの復元図

模式種であるP. fergusiは南アフリカ共和国東ケープ州ターカスタッドから発見され、1903年にロバート・ブルームが命名した。なおホロタイプの標本番号は「NMQR 1484」で、中には保存状態の良い頭骨が含まれていた。同種はカルー盆地のビューフォート層群のリストロサウルス群集帯から発見されている。1924年にはカスマトサウルスとして分類されたC. vanhoepeni、1946年にはエラフロスクスとして分類されたE. rubidgei、1965年にはC. alexandriを含む生物がカルー盆地から報告された。これらの種は体格に関連した特徴に基づいて互いに判別されたが、これらの特徴は1つの種が成長していく異なる段階を抽出したものと後に考えられるようになった。Proterosuchus fergusiが優先権を持つため、これらの種はP. fergusiのシノニムとされている。
中国の新疆ウイグル自治区ウルムチ市北東部ジムサール付近のツァンファングー層群からカスマトサウルスの種であるC. yuaniの標本が発見され、1936年に報告された。1970年にプロテロスクスとして再分類されP. yuaniに改められた。
1964年に記載されたC. ultimusも同様にプロテロスクスに属すると考えられていたが、後にプロテロスクスにはさほど近縁でなくアルコサウルス類に属しうる疑問名とされている。

## 分類
ワニや翼竜、恐竜を含むグループである主竜類に属する。かつてはワニの祖先にあたるとされていたが、現在ではより原始的な生物として理解されている。